# Muzyka pop

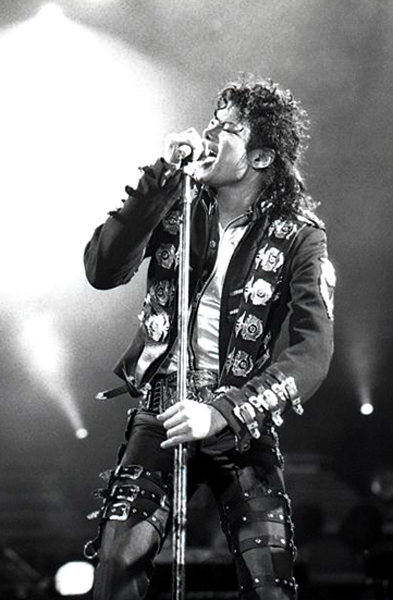
Michaela Jacksona nazywa się królem popu

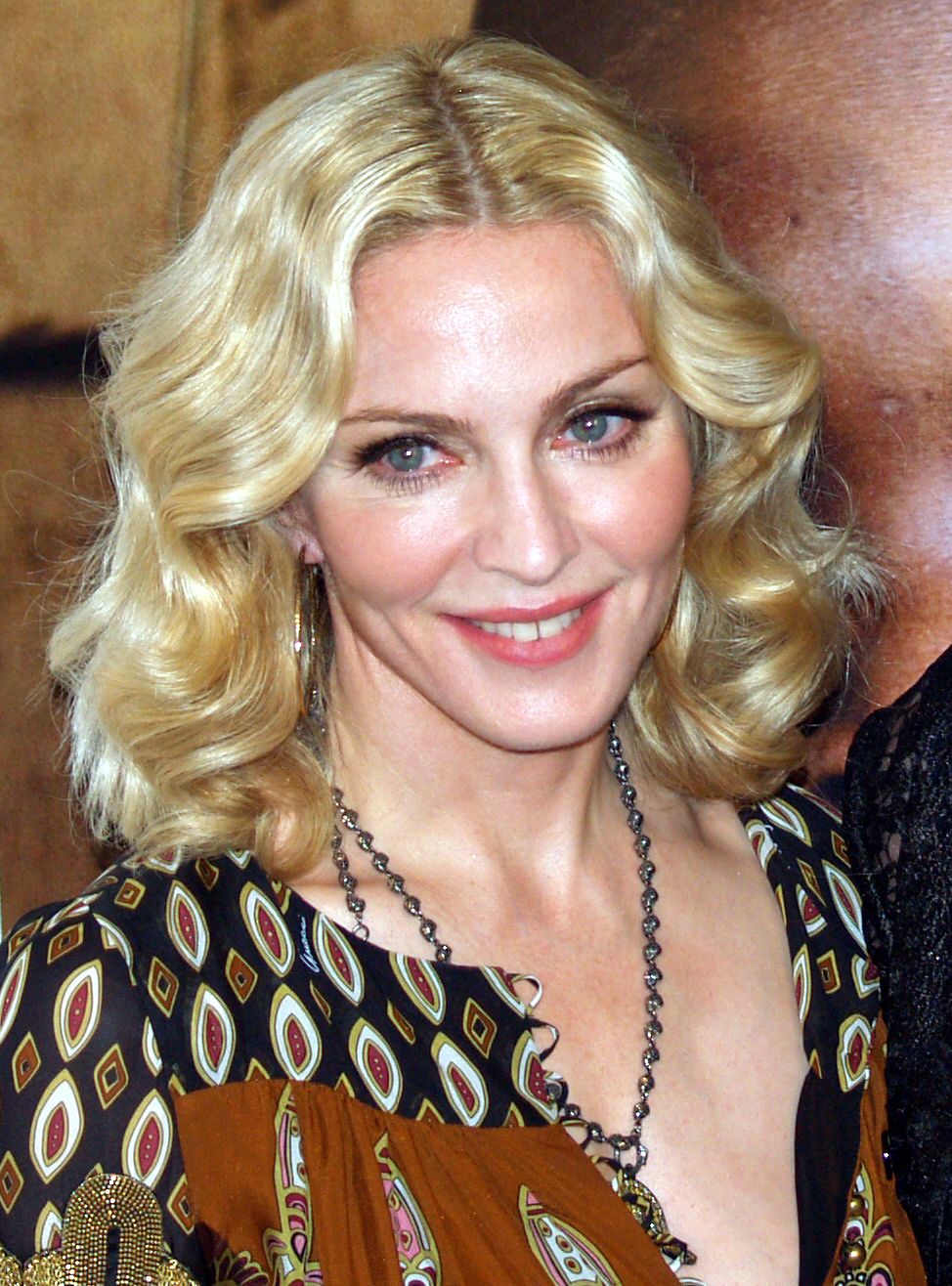
Madonna określana jest mianem królowej popu

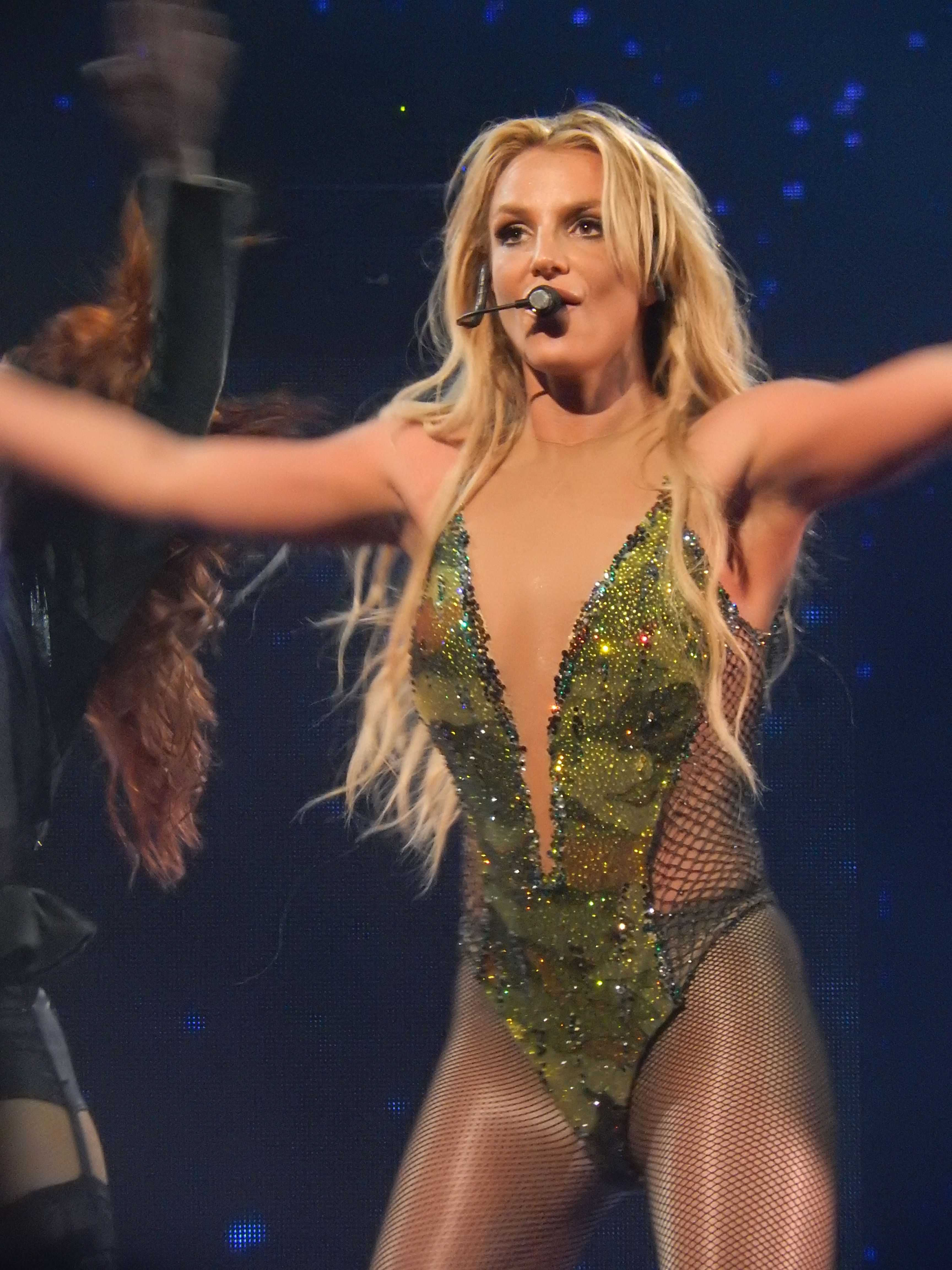
Britney Spears jest nazywana księżniczką popu

Muzyka pop – ogólnie muzyka popularna, termin ten jest jednak wieloznaczny, w najszerszym sensie oznacza każdy rodzaj muzyki rozrywkowej, niezależnie od jej charakteru.

## Definicja
W węższym zakresie popem nazywa się bardziej „miękki” i nastawiony na masowego odbiorcę odłam muzyki rockowej, charakteryzujący się prostotą, melodyjnością i szerszym niż w klasycznej muzyce rockowej użyciem syntezatorów i studyjnych technik nagraniowych. Często style popowe są „łagodniejszymi” odmianami pierwotnych stylów wyrosłych z różnych odmian muzyki rozrywkowej (nie tylko rockowej), lub kombinacjami tych odmian tak zestawianymi, aby usunąć brzmienia nietolerowane w danym momencie przez większość potencjalnych słuchaczy, oraz aby zachować brzmienia, które są aktualnie modne. Encyklopedia wydawnictwa Kluszczyński z 2009 roku definiuje muzykę pop jako rytmiczną muzykę instrumentalno-wokalną, często o charakterze tanecznym, utrzymaną w tonacjach durowych o prostej strukturze rytmicznej i melodycznej z powierzchownymi zapożyczeniami z różnych stylów muzycznych tworzonej w celach komercyjnych, natomiast encyklopedia wydawnictwa PWN definiuje muzykę pop jako każdy rodzaj muzyki rozrywkowej.

## Charakterystyka
Typowy utwór muzyki pop zazwyczaj składa się ze stosunkowo krótkich partii muzycznych granych na gitarze elektrycznej, brzmieniu basu, perkusji i wokalu oraz bardzo chwytliwym refrenem i zapożyczeniami z innych stylów muzycznych.

## Podgatunki i style muzyki pop
Rozwój muzyki pop spowodował wykształcenie w jej ramach wielu różnorodnych stylów muzycznych, takich jak:
- avant-pop[7]
- brit pop[8]
- college rock
- dream pop[9]
- indie pop[10]
- jangle pop[11]
- noise pop[12]
- pop alternatywny
- pop symfoniczny
- progressive pop[13]
- psychedelic-pop[14]
- power pop[15]
- synth pop[16]
- twee pop[17]

Praktycznie każdy gatunek muzyki rozrywkowej posiada swój popularny, komercyjny nurt, można więc wyróżniać takie style jak:
- country-pop[18]
- dance pop[19]
- trance-pop
- pop metal[20]
- pop punk[21]
- pop-rock[22]
- pop-rap[23]

W zasadzie każda kultura muzyczna wykształciła swoją wersję muzyki pop. Można więc wyróżnić takie style jak:
- afro pop[24]
- c-pop (pop chiński)[25]
- indyjski pop[26]
- j-pop (pop japoński)[27]
- k-pop (pop koreański)[28]
- latynoski pop[29]
- t-pop (pop tajski)[30]

i tym podobne.

## Podsumowanie
Pop wykształcił szereg specyficznych dla siebie zjawisk związanych z kulturą masową, takich jak:
- boysband
- girlsband
- idol
- power play
- przebój (hit)

Z powodu wykrystalizowania się terminu „muzyka popowa” nastąpiło oddzielenie znaczeniowe tego terminu od terminu „muzyka rozrywkowa”, gdyż ten ostatni obejmuje zakres zarówno szerszy, jak i nieco inny, zajmując się w mniejszym stopniu odmianami o silnie rockowym pochodzeniu, za to nawiązując nawet do najbardziej lekkich odmian muzyki poważnej. Wychodzącym z użycia synonimem muzyki popowej jest termin „muzyka estradowa”.
Z powodu powyższych niejasności zaczęto również stosować określenie pop tradycyjny lub muzyka środka na określenie stylów muzyki popularnej powstałych przed epoką rock’n’rolla.